# Petit lac Jourdain (rivière aux Rats)
Pour les articles homonymes, voir Jourdain (homonymie).
Le Petit lac Jourdain est plan d’eau douce traversé par la rivière aux Rats, situé dans le territoire non organisé de Rivière-Mistassini, dans la municipalité régionale de comté (MRC) de Maria-Chapdelaine, dans la région administrative du Saguenay–Lac-Saint-Jean, dans la province de Québec, au Canada. Ce plan d’eau est situé dans la zec de la Rivière-aux-Rats.
Le versant du Petit lac Jourdain est desservi par le chemin de la Rivière-aux-Rats lequel passe sur la rive Ouest et Nord du lac. Quelques routes forestières secondaires desservent le secteur surtout pour les besoins de la foresterie et des activités récréotouristiques.
La surface du Petit lac Jourdain est habituellement gelée de la fin novembre au début avril, toutefois la circulation sécuritaire sur la glace se fait généralement de la mi-décembre à la mi-avril.

## Géographie
Les principaux bassins versants voisins du Petit lac Jourdain sont :
- côté nord : Grand lac Jourdain, rivière aux Rats, lac au Foin, rivière Mistassibi ;
- côté est : rivière Mistassibi, rivière Bureau, rivière Mistassibi Nord-Est ;
- côté sud : ruisseau de la Pelouse, ruisseau de la Cache, rivière aux Rats, rivière Mistassini, rivière Déception ;
- côté ouest : rivière Déception, rivière Samaqua, rivière Mistassini.

Le Petit lac Jourdain comporte une superficie de 3,08 km2, une longueur de 4,4 km, une largeur maximale de 1,5 km et une altitude de 317 m. Ce lac est bordé par des montagnes sur la rive Est et une plaine forestière sur la rive Ouest. Ce lac comporte cinq îles dont les deux plus importantes mesurent en longueur : 1,7 km et 0,7 km.
Le Petit lac Jourdain recueille sur sa rive Ouest les eaux de la décharge du lac Georges et la décharge d’un ensemble de lacs dont le lac Hardy et Henri ; sur la rive Est, la décharge du Grand lac Jourdain et du lac Mandin. La forme du lac ressemble à un triangle.
L’embouchure du Petit lac Jourdain est localisée au fond d’une baie de la rive Sud du lac, soit à :
- 6,4 km au Nord de l’embouchure de la rivière Déception ;
- 16,0 km à l’Ouest d’une courbe du cours de la rivière Mistassibi ;
- 92,2 km au Nord-Ouest de l’embouchure de la rivière aux Rats (confluence avec la rivière Mistassini) ;
- 93,6 km au Nord-Ouest de l’embouchure de la rivière Mistassibi (confluence avec la rivière Mistassini) ;
- 111,9 km au Nord-Ouest de l’embouchure de la rivière Mistassini (confluence avec le lac Saint-Jean)[1].

À partir de l’embouchure du Petit lac Jourdain, le courant coule sur 138,1 km généralement vers le Sud en suivant le cours de la rivière aux Rats, puis le cours de la rivière Mistassini sur 24,5 km vers l’Est, puis le Sud-Ouest. À l’embouchure de cette dernière, le courant traverse le lac Saint-Jean sur 42,7 km vers l’Est, puis emprunte le cours de la rivière Saguenay vers l’Est sur 155 km jusqu'à la hauteur de Tadoussac où il conflue avec le fleuve Saint-Laurent.

## Toponymie
Le toponyme « Petit lac Jourdain » a été officialisé le 5 mai 1970 par la Commission de toponymie du Québec.